# 清源郡
清源郡，中国唐朝时设置的郡。
天宝元年（742年）改泉州置，治所在晋江县（今福建省泉州市），得名于仙游县的古称清源县。辖境相当今福建省晋江和木兰溪流域澎湖地区及厦门、金门等市县。下辖晋江县（今福建省泉州市鲤城区）、莆田县（今福建省莆田市荔城区）、仙游县（今福建省仙游县鲤城镇）、南安县。乾元元年（758年），天下改郡为州，复为泉州。 
唐朝清源郡太守
- 姚思礼（天宝年间）
- 虞涣（天宝年间）
- 李仙舟（天宝年间）
- 薛昱（天宝年间）